# 高魁元
高魁元（1907年3月26日—2012年5月7日），字煜辰，中華民國陸軍一級上將，山東省嶧縣人，畢業於陸軍官校4期、美國陸軍參謀大學，曾任陸軍總司令、參謀總長、國防部長、行政院政務委員、總統府戰略顧問。

## 早年經歷
1926年，高魁元考入黃埔軍校第4期。畢業後，初任國民革命軍總司令部獨立憲兵團連排長與連長。1928年3月，升任陸軍獨立第二師第二團第一營營長。1929年5月，調任陸軍軍官學校武漢分校第六隊區隊長。
1931年至1936年間，高魁元參與第一次國共內戰。1936年，因戰功升任國民革命軍第十八軍第十四師第四十二旅第八十三團團長。

## 中年經歷

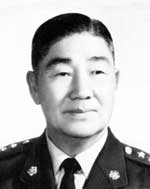
高魁元將軍戎裝照

1937年，中國抗日戰爭爆發，高魁元參與淞滬會戰、崑崙關戰役及湘西會戰。戰爭中，升任國民革命軍第九十九師少將師長。1941年，以師長之職參加第三次長沙會戰，奉命守備湘陰之新牆河、歸義、營田一線。
1942年3月，高魁元任國民政府軍事委員會高級參謀。第二次國共內戰中，再任第一一八師師長，因治軍頗力偶有戰績，於當時敗多勝少的國軍中為少見。1949年4月，調任第十八軍軍長。
1949年10月，高氏戍守金門，是國軍於「古寧頭戰役」戰勝關鍵人物。後任台北防衛區副司令、軍長。1955年，任陸軍總司令部政戰主任兼行政院反共義士輔導處副處長，輔導總隊總隊長。1957年，任陸軍總司令部副總司令。1961年，任國防部總政戰部主任。
1965年，蔣介石明令以高魁元為陸軍總司令:110。

## 晚年經歷
1967年，任國防部參謀總長，晉升陸軍一級上將。1970年，任總統府參軍長。1973年，蔣經國出任第9任行政院長後，再將臨退的高魁元找回，擔任行政院政務委員，同年蔣經國明令以高魁元為國防部長。1980年11月，發生黃植誠駕機叛逃事件。
1981年，高魁元請辭國防部長，當時高齡73歲。11月22日，蔣經國函電宋美齡：

「國防部長高魁元因病請辭其情懇切不得已業予照准擬即以參謀總長宋長志調任國防部長陸軍總司令郝柏村升任參謀總長以資熟手又行政院部會及省市主管為配合需要亦將予以局部改組母親休士頓之行想甚安好專肅敬叩福安兒」:211

高魁元獲頒青天白日勳章，轉任總統府戰略顧問。
高魁元是中華民國歷史上年紀最大、擔任時間最久的國防部長，亦曾是中華民國國軍年齡最大的現役將領，「最長壽的上將」實當之無愧。

## 逝世
2012年5月7日晚間9點41分，高魁元因多重器官衰竭，於台北市三軍總醫院病逝，享嵩壽105歲。6月2日，中華民國總統馬英九出席高魁元安息彌撒，並頒發褒揚令。
褒揚令原文如下：

　　總統府戰略顧問、陸軍一級上將高魁元，勁節軒闢，剛毅槃才。少歲國故頻仍，四郊多壘，矢志效力戎車，迺投身中央軍校。七七抗戰軍興，歷預淞滬、崑崙關、湘西、第三次長沙會戰諸役，縱橫馳騁，轉進征伐，襲日寇強弩之末，開民族必勝之勢。臺海煙硝禍起，承命戍守金門，痛擊來犯共軍，俘獲敵虜五千餘人，史稱「古寧頭大捷」，魯陽揮戈，綏靖赤氛，撐持前哨聖戰，允為臺澎雄藩，籌維遙制，鼙鼓振旅；貫頤奮戟，逆轉變局。歷任金門防衛司令部副司令、陸軍總司令、國防部參謀總長暨部長等職，碩擘政策組織修訂，鋪謀建軍整備事宜，秉鉞鷹揚，弼成生聚。曾獲頒一等雲麾、寶鼎暨青天白日等國內外勳章殊譽，復獲聘總統府戰略顧問，拱衛樞宸，聲徽廣衍。綜其生平，鋒鏑浴血，作保民護土之干城；繕甲治兵，奠國家社稷於磐石，榮光延風，訏謨勳業；忠藎垂型，丹青千古。遽聞上壽凋零，衣冠盛事，應予明令褒揚，用示政府崇報耆勳之至意。

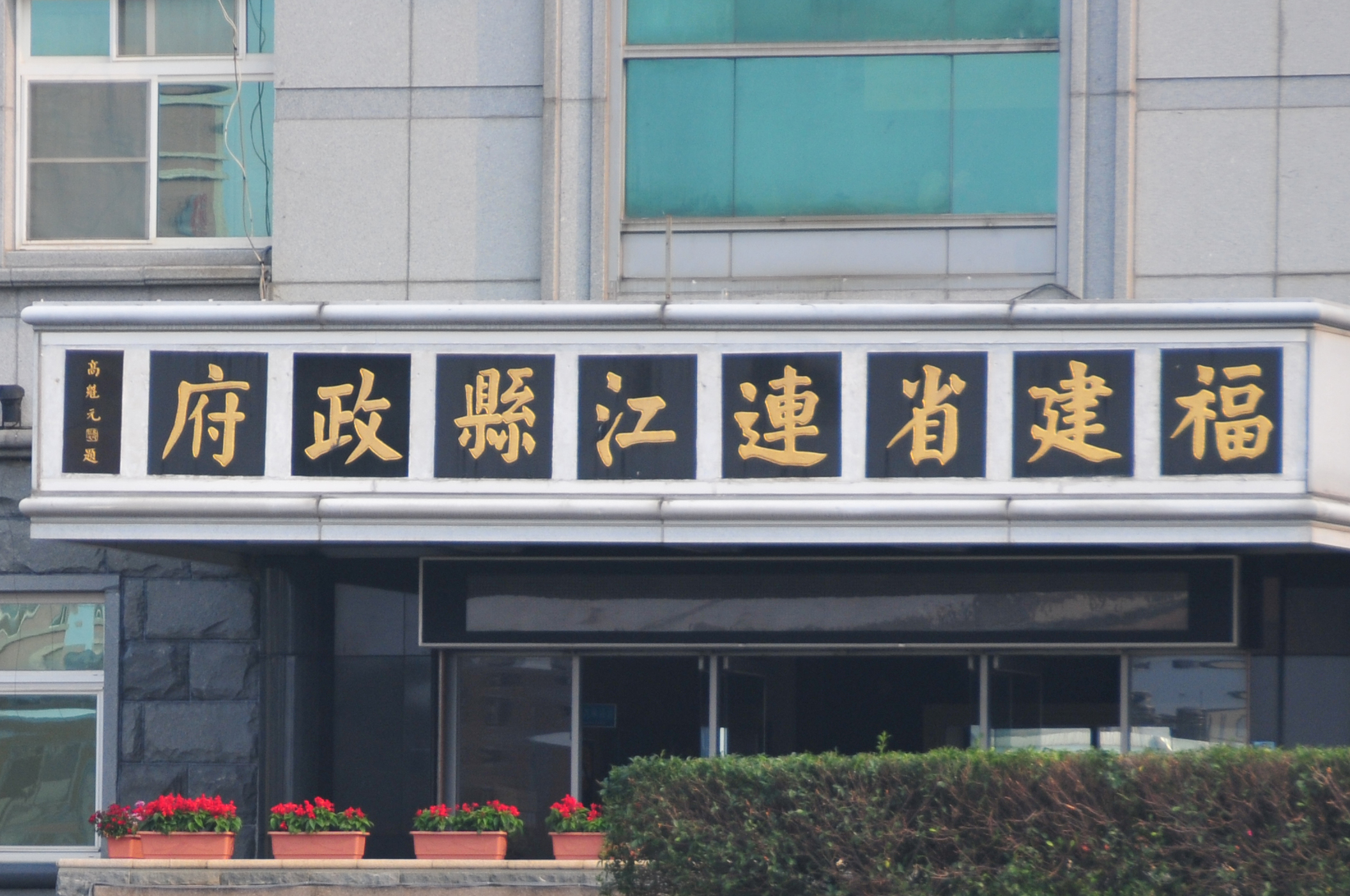

總　　　統　馬英九　　　　

行政院院長　陳　冲　　　　

## 評價
高魁元一帆風順，主持國防大政，他經歷重要軍政之完整而多，在並世將領中，沒有誰能夠和他相比:190。胡璉生前，常以有此好朋友好同志為榮為樂:190。

## 遺跡
連江縣政府大樓的題字由高魁元所書。